# Березниця (Підляське воєводство)
Березниця (Бжезьниця, пол. Brzeźnica) — село в Польщі, у гміні Бранськ Більського повіту Підляського воєводства. Населення — 166 осіб (2011).

## Історія
У 1975—1998 роках село належало до Білостоцького воєводства.

## Демографія
У 1898 році в селі налічувалося 4 православних.
Демографічна структура станом на 31 березня 2011 року:
|          | Загалом | Допрацездатний вік | Працездатний вік | Постпрацездатний вік |
| -------- | ------- | ------------------ | ---------------- | -------------------- |
| Чоловіки | 81      | 14                 | 48               | 19                   |
| Жінки    | 85      | 17                 | 42               | 26                   |
| Разом    | 166     | 31                 | 90               | 45                   |